# Louis John Gill
Pour les articles homonymes, voir Gill.
Louis John Gill, né le 9 mai 1885 à Syracuse et mort le 19 août 1969 à Studio City, est un architecte américain, neveu et unique partenaire d'affaires de l'architecte Irving Gill.
Ancien élève de l'université de Syracuse, il a notamment travaillé comme Irving Gill à San Diego. Parmi ses travaux se trouvent le San Diego County Administration Center, le Zoo de San Diego et deux édifices religieux à Coronado et La Jolla.
La San Diego Historical Society décrit Louis John Gill comme « l'un des plus grands architectes de San Diego ».